# Senostoma hirsutilunula
Senostoma hirsutilunula là một loài ruồi trong họ Tachinidae.